# Svínafellsheiði
Svínafellsheiði är en hed i republiken Island.   Den ligger i regionen Austurland, i den södra delen av landet, 250 km öster om huvudstaden Reykjavík.